# Я и ребёнок
«Я и ребёнок» (англ. Me and the Kid) — американская кинокомедия 1993 года. Экранизация романа Стэнли Коэна.

## Сюжет
Двое бывших заключенных, Гарри и Рой, совершают ограбление, которое, как они думают, принесёт им 250 тысяч долларов. Но обнаружив пустой сейф, Рой решает похитить Гэри, восьмилетнего сына хозяев. Страдающая ипохондрией мать Гэри убедила его, что у него сильная аллергия ко всему — ему нельзя играть с домашними животными и ходить гулять. Мальчик даже обучался на дому и у него нет друзей его возраста. Когда разгневанный Рой хочет ударить, а затем и убить ребёнка, Гарри защищает его и сбегает с Гэри, бросив связанного Роя. У Гэри и Гарри завязалась крепкая дружба, и они пускаются в приключения, а в это время их разыскивает полиция и жаждущий мести Рой.

## В ролях
- Дэнни Айелло — Гарри
- Алекс Цукерман — Гэри
- Джо Пантолиано — Рой
- Кэти Мориарти — Роуз